# Вернон-Сентер (Міннесота)
Вернон-Сентер (англ. Vernon Center) — місто (англ. city) в США, в окрузі Блю-Ерт штату Міннесота. Населення — 328 осіб (2020).

## Географія
Вернон-Сентер розташований за координатами 43°57′45″ пн. ш. 94°10′1″ зх. д. / 43.96250° пн. ш. 94.16694° зх. д. (43.962365, -94.166881).  За даними Бюро перепису населення США в 2010 році місто мало площу 1,30 км², з яких 1,27 км² — суходіл та 0,03 км² — водойми.

## Демографія
Згідно з переписом 2010 року, у місті мешкали 332 особи в 132 домогосподарствах у складі 90 родин. Густота населення становила 256 осіб/км².  Було 142 помешкання (109/км²).
Расовий склад населення:
| - 98,8 % — білих - 0,9 % — чорних або афроамериканців |

До двох чи більше рас належало 0,3 %. Частка іспаномовних становила 1,8 % від усіх жителів.
За віковим діапазоном населення розподілялося таким чином: 29,2 % — особи молодші 18 років, 59,7 % — особи у віці 18—64 років, 11,1 % — особи у віці 65 років та старші. Медіана віку мешканця становила 34,4 року. На 100 осіб жіночої статі у місті припадало 87,6 чоловіків;  на 100 жінок у віці від 18 років та старших — 88,0 чоловіків також старших 18 років.
Середній дохід на одне домашнє господарство  становив 75 473 долари США (медіана — 72 500), а середній дохід на одну сім'ю — 86 598 доларів (медіана — 77 917). Медіана доходів становила 48 438 доларів для чоловіків та 40 156 доларів для жінок. За межею бідності перебувало 4,7 % осіб, у тому числі 7,5 % дітей у віці до 18 років та 9,7 % осіб у віці 65 років та старших.
Цивільне працевлаштоване населення становило 191 осіб. Основні галузі зайнятості: виробництво — 22,0 %, освіта, охорона здоров'я та соціальна допомога — 18,8 %, роздрібна торгівля — 11,5 %, науковці, спеціалісти, менеджери — 7,9 %.